# Félix Coquereau
Pour les articles homonymes, voir Coquereau.
 (février 2020).
Si vous disposez d'ouvrages ou d'articles de référence ou si vous connaissez des sites web de qualité traitant du thème abordé ici, merci de compléter l'article en donnant les références utiles à sa vérifiabilité et en les liant à la section « Notes et références ».
Félix Coquereau est un prêtre catholique français, né le 28 novembre 1808 à Laval et mort le 10 décembre 1866 à Paris 7e.
Il fut aumônier en chef de la Marine nationale de 1843 à 1856.

## Biographie

### Origine
Félix Coquereau est le fils d'Étienne-Jacques, chevalier Coquereau, capitaine en retraite et conseiller de préfecture et de Joséphine Frin de Corméré.
- Jacques Marie Coquereau ∞ Marie-Louise Duguay (-1802)
  - chevalier Étienne-Jacques Coquereau (1763-1831)  ∞  Joséphine Frin de Corméré (1785)
    - Charles Coquereau (1805)
    - Joséphine Coquereau (1806)
    - Félix Coquereau (1808)
    - Auguste Coquereau (1810)

### Droit et théologie
Après des études littéraires faites à Laval, au lycée de Nantes, il est rhétoricien à 15 ans, puis il termine à 17 ans sa philosophie à Rennes. Il emploie trois années à des cours de droit à Paris. Il obtient sa licence en droit et revient avocat dans sa ville natale. Il se retire subitement du monde pour aller faire sa théologie au séminaire de Malestroit dans le diocèse de Vannes.
Ordonné prêtre à Rennes, en 1833 par Claude-Louis de Lesquen, il revient à Laval avec l'espoir d'y exercer son ministère. L'abbé Coquereau remplit les fonctions de simple vicaire à Sablé, qu'il quitte bientôt pour aller se fixer au Mans pendant deux ans comme prêtre habitué où il s'adonne à l'étude de l'Écriture et des Saint-Pères en vue de la prédication dont il veut faire sa carrière. 

### Paris
Cette ville étant devenue un théâtre trop restreint pour ses prétentions oratoires, il vient, en 1835, à Paris, où il acquiert une certaine réputation soigneusement entretenue par des journalistes bienveillants. Pendant deux ans, il occupe sans interruption les chaires de Saint-Philippe du Roule, et des Missions, de Saint-Eustache et de Saint-Germain-des-Prés, de l'Assomption, de Saint-Thomas d'Aquin, et de Saint-Roch. Sa réputation va croissant.
Profitant du repos que lui laisse Paris, il parcourt les provinces : il prêche le carême à Brest, en 1837, à Nantes en 1838, à Lorient en 1839. Il entre au service de la Marine royale en 1840.

### Aumonier
Grâce à la protection de Nicolas-Théodore Olivier, curé de l'église Saint-Roch de Paris, de quelques officiers de marine de Brest et aussi dit-on de la reine, il est nommé en 1840, aumônier de la Belle-Poule, frégate qui allait à Sainte-Hélène chercher les cendres de Napoléon Ier.
À son retour, il publie le récit de ce voyage dans Souvenirs de Sainte-Hélène (1841, Paris, in-8).
Chanoine du chapitre de Saint-Denis, en 1843, Félix Coquereau part l'année suivante, en qualité d'aumônier de l'escadre, qui sous le commandement du prince de Joinville, va bombarder Tanger et Mogador, pendant que le maréchal Thomas-Robert Bugeaud attaque sur terre le Maroc.
Plus tard, à La Spezia, il quitte le vaisseau amiral pour aller s'enfermer dans un navire de l'escadre où une épidémie de variole s'est déclarée. Le second Empire maintient à l'abbé Coquereau les faveurs que la monarchie de Juillet lui a prodiguées. Lors de la réorganisation du service religieux à bord des vaisseaux de l'État, en 1850, il est nommé aumônier en chef de la flotte et fait en cette qualité la guerre de Crimée (1854). Au mois de juillet 1856, il accompagne à Rome le cardinal Patrizi, venu à Paris baptiser le prince impérial et reçoit la croix de commandeur de l'ordre de Saint-Grégoire-le-Grand.
Au 1er janvier 1857, en résidence à Paris, il est chanoine du 1er ordre du Chapitre impérial de Saint-Denis ; de même aux 1er janvier 1860, 1863 et 1864.

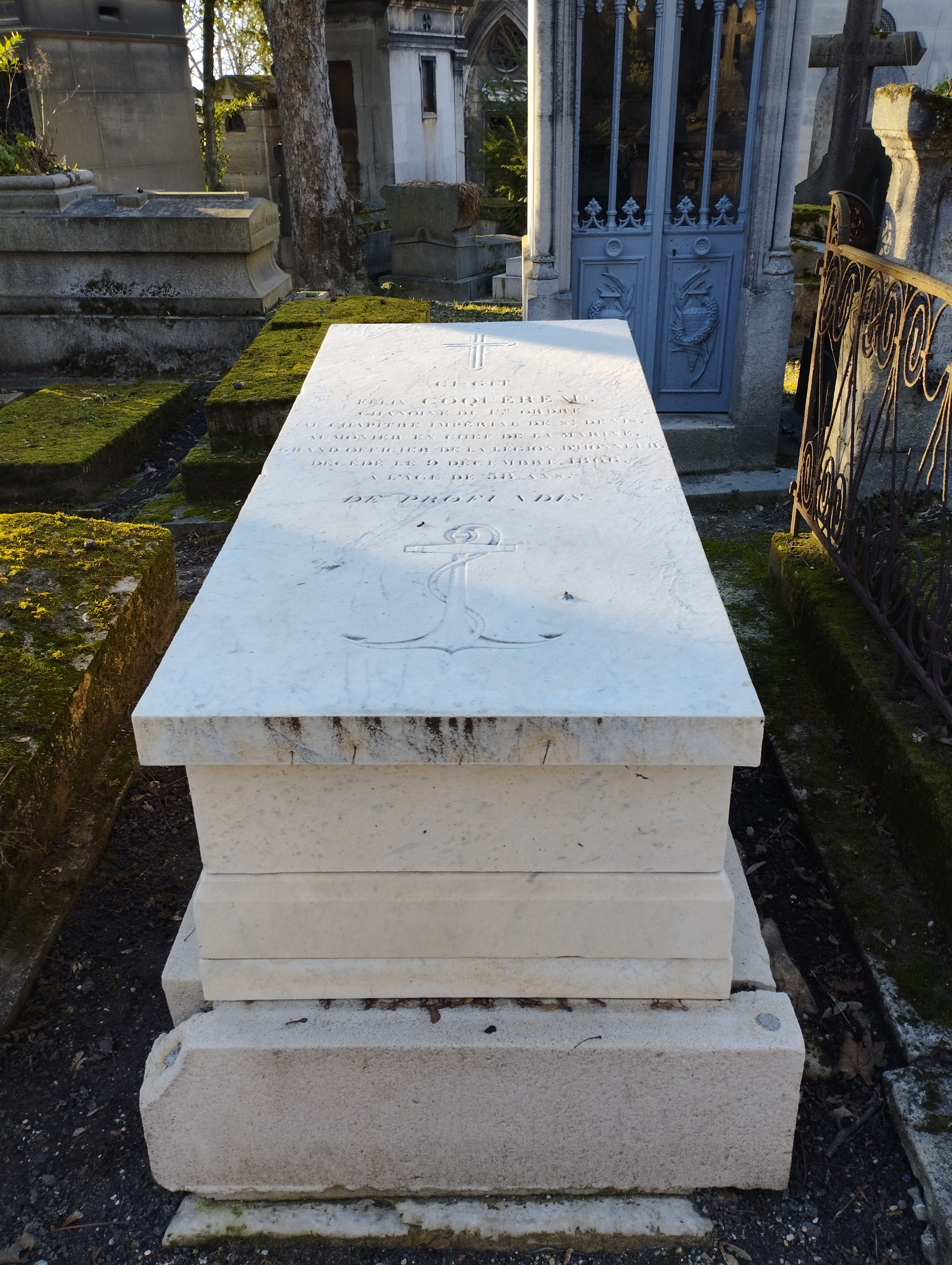
Tombe de Félix Coquereau au cimetière du Père-Lachaise (division 53).

Il est décoré de la Légion d'honneur en 1841, promu officier de cet ordre en 1844, commandeur en 1856, et grand officier en 1864.
Malgré ses attaches à l'Empire, il proteste dans l'Ami de la Religion contre la paternité de la brochure : Rome et les évêques, que lui attribuent les journaux et en particulier la Chronique de l'Ouest. 
Il meurt à Paris le 10 décembre 1866, laissant deux frères. Il est inhumé dans la même ville au cimetière du Père-Lachaise (53e division). 
Il lègue à sa ville natale son portrait peint en 1866 par Vincent Vidal. Le portrait du prélat fut également peint par Raymond Lasnier[réf. nécessaire].

## Distinctions
- Commandeur de l'ordre de Saint-Grégoire-le-Grand
- Grand officier de la Légion d'honneur

## Publications
1. Rapport sur l'ouverture du cercueil de Napoléon, 1840. Paris : Devriès, in-4o, Facsimilés de documents historiques, 6 ;
2. Souvenirs du voyage à Sainte-Hélène. Paris : H.-L. Delloye, 1841. in-8, 207 p. et pl. ;
3. Discours prononcé par M. l'abbé Coquereau,... à la distribution des prix de l'Institution de N.-D. de Sainte-Croix, le 2 août 1849. Le Mans : impr. de Gallienne, 1849, in-4o , 3 p (sur le travail) ;
4. Ministère de la Marine et des colonies. Direction du personnel. Paris, le 31 mai 1852. Instructions de l'aumônier en chef aux aumôniers de la flotte. (Paris, Impr. nationale, s. d.) in-fol., 5 p., (inséré au Bulletin officiel, no 16, 1852). ;
5. Ministère de la Marine et des colonies. Bureau de l'aumônerie. Paris, le 10 janvier 1850. Rapport au ministre. (Paris, Impr. nationale), 1854, in-fol., 5 p. (inséré au Bulletin officiel, no 3, 1854) ;
6. Œuvres oratoires, contenues dans la Collection intégrale et universelle des orateurs sacrés, 2e série, publiées par M. l'abbé Jacques-Paul Migne,.... Tome XIXe de la 2e série. 1856. ;
7. Notre-Dame-des-Arts. Discours prononcé le 10 août par Mgr Coquereau... à l'occasion de la distribution des prix de Notre-Dame-des-Arts. Paris : impr. de Dubuisson, 1861, in-8o, 4 p. (sur l'œuvre de Notre-Dame-des-Arts).

### Œuvres numérisées par Gallica
- Œuvres de Félix Coquereau ou liées à Félix Coquereau numérisées par Gallica